# Episodi di Naruto: Shippuden (diciannovesima stagione)
La Grande guerra ninja: Obito Uchiha (忍界大戦・うちはオビト?, Ninkai taisen: Uchiha Obito) costituisce la diciannovesima stagione della serie televisiva anime Naruto: Shippuden ed è composta dagli episodi che vanno dal 373 al 393. La regia è di Hayato Date ed è prodotta da TV Tokyo e Pierrot. Gli episodi, tratti dal manga di Masashi Kishimoto Naruto, sono incentrati sulla quarta grande guerra ninja e sulla storia e sui sentimenti di Obito Uchiha.
La diciannovesima stagione è stata trasmessa in Giappone dal 21 agosto al 25 dicembre 2014 su TV Tokyo. In Italia è stata trasmessa su Italia 2 dal 23 giugno 2021 al 21 luglio 2021, ogni mercoledì in prima serata.
La stagione adotta due sigle di apertura: Guren dei DOES (episodi 373-379) e Silhouette dei KANA-BOON (episodi 380-393), e due sigle di chiusura: Never Change di SHUN (episodi 373-379) e Dame dame da di Shiori Tomita (episodi 380-393).

## Lista episodi
| Nº  | Titolo italiano Giapponese 「Kanji」 - Rōmaji | In onda           | In onda        |
| Nº  | Titolo italiano Giapponese 「Kanji」 - Rōmaji | Giapponese        | Italiano       |
| 373 | Di nuovo insieme 「第七班、集結!!」 - Dainanahan, shūketsu!! | 21 agosto 2014    | 23 giugno 2021 |
| 373 | Dopo che la possente barriera eretta dagli Hokage blocca la Teriosfera del Decacoda, Hashirama crea delle aperture nella stessa così che i ninja dell'alleanza possano attaccare la bestia. Sakura, ricordando gli eventi passati del Team 7 e di come si fosse sempre affidata a Naruto e Sasuke anziché a sé stessa, raggiunge la massima potenza, attivando lo stesso sigillo di Tsunade. I vari team della Foglia cominciano, quindi, a combattere contro gli esseri prodotti dal Decacoda e quando Sai riferisce a Naruto le difficoltà di combattere senza il chakra di Kurama, lui, Sasuke e Sakura richiamano Gamakichi (grande come il padre ormai), Aoda e Katsuyu. |                   |                |
| 374 | Un nuovo trio 「新たなる三竦み」 - Aratanaru sansukumi | 28 agosto 2014    | 30 giugno 2021 |
| 374 | Il riformato Team 7 si lancia all'attacco: Sakura fa separare Katsuyu ed invia ogni sua parte a curare i ninja dell'alleanza con il suo chakra mentre Naruto e Sasuke, grazie a Gamakichi ed Aoda, riescono a raggiungere il Decacoda ed a colpirlo combinando il Rasenshuriken con l'arte della fiamma. Nel frattempo, Orochimaru, Suigetsu e Karin raggiungono Tsunade e gli altri Kage; i due giovani ninja curano l'Hokage e questa, successivamente, rievoca assieme ad Orochimaru un episodio che coinvolse anche Jiraiya durante la precedente guerra ed indicando i loro tre allievi come nuovo trio di Ninja Leggendari. |                   |                |
| 375 | Kakashi contro Obito 「カカシVSオビト」 - Kakashi tai Obito | 4 settembre 2014  | 30 giugno 2021 |
| 375 | Mentre, nonostante le parole di Sakura, diversi si mostrano perplessi sull'atteggiamento di Sasuke, Obito e Kakashi continuano a combattere nella dimensione del Kamui e Kakashi capisce con dolore che l'unico modo per proteggere i suoi amici e salvare al contempo tutto ciò che Obito rappresentava in passato è necessario uccidere l'Obito del presente. Il Ninja copia riesce, infine, a trafiggere l'ex-compagno seppur a malincuore e Obito seppur sconfitto afferma che seppur l'ex amico abbia vinto lo scontro non vincerà la guerra dopodiché ritorna alla realtà; Madara, vedendolo, decide allora di usare le cellule di Hashirama nel suo corpo per usare il Rinne Tensei e tornare in vita. Hashirama, Tobirama, Naruto e Sasuke si lanciano, quindi, contro di lui per evitarlo, ma è Minato che riesce a colpire il suo ex-allievo, sfruttando il sigillo dell'Hiraishin impiantato al tempo della lotta al Villaggio della Foglia. Obito, tuttavia, si riprende subito dopo e diventa la forza portante del Decacoda. |                   |                |
| 376 | Episodio speciale: L'ordine di catturare la volpe a nove code 「九尾強奪指令」 - Kyūbi gōdatsu shirei | 11 settembre 2014 | 30 giugno 2021 |
| 376 | Episodio extra per celebrare l'uscita del videogioco Naruto Shippūden: Ultimate Ninja Storm Revolution. |                   |                |
| 377 | Episodio speciale: Naruto contro Meca-Naruto 「ナルト対メカナルト」 - Naruto VS Meka Naruto | 11 settembre 2014 | 30 giugno 2021 |
| 377 | Episodio extra per celebrare l'uscita del videogioco Naruto Shippuden: Ultimate Ninja Storm Revolution. |                   |                |
| 378 | La forza portante del Decacoda 「十尾の人柱力」 - Jūbi no jinchūriki | 18 settembre 2014 | 30 giugno 2021 |
| 378 | Quando ormai diventa chiaro, ai ninja dell'alleanza, che Obito è diventato la forza portante del Decacoda, Hashirama tenta di imprigionarlo con lo stesso sigillo usato per la bestia, ma l'Uchiha se ne libera facilmente per poi distruggere la barriera eretta dagli Hokage. Questi allora coordinano un attacco per capire le sue abilità, scoprendo che è in grado di generare un materiale fluido dal potere simile all'Arte della Polvere, nonché di modificare il proprio corpo in modo non dissimile a Orochimaru, ma Madara interviene per combattere col Primo. Il Decacoda sembra, quindi, prendere il sopravvento sulla coscienza di Obito, ma questi, facendo leva sul ricordo di Rin, riesce infine a domare la bestia, assumendo un aspetto molto simile a quello dell'Eremita dei Sei Sentieri e riuscendo ad amputare un braccio a Minato, nonché a lanciare un colpo letale contro lui, Naruto e Sasuke. |                   |                |
| 379 | Una breccia 「突破口」 - Toppakō | 25 settembre 2014 | 7 luglio 2021  |
| 379 | Il Secondo Hokage sventa l'attacco di Obito mentre Madara e Hashirama cominciano a combattere al pieno delle loro capacità. I quattro, successivamente, combinando le dislocazioni istantanee degli Hokage e il Rasenshuriken e l'Amaterasu, riescono a colpire Obito, ma questi si riprende immediatamente. Vedendo poi che il braccio destro di Minato non si è rimarginato, Tobirama capisce che Obito sta usando l'arte dello Yin e Yang e che i ninjutsu su di lui non sono efficaci; Naruto tenta allora di ottenere altro chakra da Kurama, ma il cercotero necessita di altro tempo. Minato, allora, prova a parlare con l'ex-allievo e questi, dopo averlo sbeffeggiato, viene colpito da Naruto, grazie all'aiuto del Secondo, dopo avere attivato la modalità eremitica, alla quale ricorre dopo avere visto l'ultimo attacco di Gamakichi. |                   |                |
| 380 | Il giorno della nascita di Naruto 「ナルトが生まれた日」 - Naruto ga umareta hi | 2 ottobre 2014    | 7 luglio 2021  |
| 380 | Obito si riprende dall'attacco di Naruto e fa emergere dal terreno un albero i cui fiori sono in grado di scagliare Teriosfere; la forza portante, inoltre, crea una barriera in cui rinchiude i ninja dell'alleanza così che questi non possano sfuggirgli. Naruto, allora, chiede al padre di toccarsi i pugni e, così facendo, le due metà di Kurama rientrano in contatto: il chakra dei due, combinato a quello delle due parti del cercotero, permette loro di proteggere ogni ninja dell'alleanza e di portarli fuori dalla barriera con la dislocazione istantanea. Minato e Naruto, ancora in contatto, rievocano infine gli ultimi istanti di vita di Kushina. |                   |                |
| 381 | L'albero divino 「神樹」 - Shinju | 9 ottobre 2014    | 7 luglio 2021  |
| 381 | Minato e Naruto attivano entrambi la trasformazione nella Volpe e il giovane, seguendo i consigli del demone, attiva contemporaneamente anche la modalità eremitica; padre e figlio attaccano allora Obito, con l'aiuto di Tobirama, ma l'Uchiha si difende. Questi, subito dopo, richiama di nuovo il Decacoda, il quale assume la sua forma finale, cioè quella dell'Albero Divino, e assorbe il chakra di tutti coloro che imprigiona nelle sue radici. Madara spiega ad Hashirama che molto tempo addietro gli umani non avevano chakra; la prima a possederne fu Kaguya, chesi nutrì del frutto dell'albero; Hagoromo fu colui che sconfisse il Decacoda, cioè l'Albero stesso che assunse questa forma per riprendersi il suo chakra. Il Decacoda cattura anche Naruto, che viene salvato dal terzo Hokage e successivamente Obito dà inizio allo Tsukuyomi infinito che si attiverà quando il bocciolo dell'albero si sarà dischiuso e la luna rifletterà l'occhio della bestia. |                   |                |
| 382 | Il sogno di pace 「忍の夢」 - Shinobi no yume | 16 ottobre 2014   | 7 luglio 2021  |
| 382 | Hashirama apprende da Madara che il bocciolo si schiuderà entro quindici minuti: la sua copia, ricevuta l'informazione, la trasmette a tutti i ninja grazie alla tecnica di Ino, mentre i cinque Kage si avvicinano al terreno di scontro. Gli shinobi dell'alleanza, scoperto il potere dell'albero, si fanno prendere dallo sconforto proprio quando arrivano Orochimaru, Karin e Suigetsu; Naruto stesso viene vinto dalla rabbia, dalla quale però lo risveglia l'intervento di Sasuke. Questi, dopo avere fuso il suo Susano'o all'energia naturale del segno maledetto di Jugo, si lancia assieme all'ex-compagno contro Obito; i ninja dell'alleanza, visti alcuni episodi del passato di Naruto e Hashirama, si riprendono mentre il Primo Hokage, rievocando il primo meeting con gli altri capi villaggio, li anima di nuovo. |                   |                |
| 383 | Perseguire la speranza 「希望を追う」 - Saki o ou | 23 ottobre 2014   | 7 luglio 2021  |
| 383 | Mentre Naruto e Sasuke continuano a combattere contro Obito, tutti i ninja presenti, guidati dai sopraggiunti Kage, si rianimano e si lanciano all'attacco dell'albero sacro. Dopo un concitato scontro, Obito riesce ad atterrare i due giovani ninja e chiede a Naruto perché si ostini a combattere: la forza portante risponde che il suo credo ninja consiste nel non rimangiarsi mai la parola data e, subito dopo, decide di lanciare assieme a Sasuke l'attacco definitivo, unendo il Susano'o al chakra della Volpe. |                   |                |
| 384 | I compagni nel cuore 「仲間で満ちた心」 - Nakama de michita kokoro | 30 ottobre 2014   | 14 luglio 2021 |
| 384 | Replicando quanto fatto da Madara durante lo scontro con Hashirama, Sasuke ricopre la Volpe col Susano'o e Kakashi, grazie al collegamento tra il suo occhio e quello di Obito, assiste sbalordito. Proprio quando il bocciolo dell'Albero sacro è pronto per schiudersi, Naruto, grazie ai suoi amici, riesce a superare la difesa di Obito e, assieme a Sasuke, a ferirlo in modo tale da far fuoriuscire dal suo corpo il chakra dei cercoteri. Grazie poi alla strategia di Shikamaru ed all'aiuto di Gaara, Bee, Minato e tutta l'alleanza, Naruto tenta di strapparglielo, sfruttando il chakra che le bestie gli concessero in passato e lo stesso stratagemma usato per ottenere il chakra di Kurama. Proprio grazie a questo collegamento, Naruto entra nella mente di Obito, vedendone il passato, i sogni ed i rimpianti ripetendogli, infine, che è sua intenzione strappargli di dosso la maschera di odio che si è creato. |                   |                |
| 385 | Obito Uchiha 「うちはオビト」 - Uchiha Obito | 6 novembre 2014   | 14 luglio 2021 |
| 385 | Naruto ed Obito, sempre nella mente di quest'ultimo, continuano il loro confronto: il giovane ninja, rispondendo ad una domanda della forza portante del Decacoda, dice che vuole che si ricordi di essere Obito Uchiha e non nessuno, come affermò una volta; Obito, allora, spinto dalla somiglianza fra Naruto e il sé stesso del passato, rievoca alcuni ricordi della sua gioventù legati a Rin e Kakashi. |                   |                |
| 386 | Ti proteggerò sempre 「ちゃんと見てる」 - Chanto miteru | 13 novembre 2014  | 14 luglio 2021 |
| 386 | Il flashback sul passato di Obito prosegue, stavolta concentrandosi sul periodo dell'esame di selezione dei Chunin. L'Uchiha ricorda l'amorevole apprensione con cui Rin ha sempre vigilato su di lui e Naruto, facendo anche leva sul fatto che lo stesso Obito ha sfruttato il ricordo del suo passato per diventare la forza portante del Decacoda, gli porge la mano e lo invita ad unirsi al resto degli shinobi. |                   |                |
| 387 | La promessa mantenuta 「守られた約束」 - Mamorareta yakusoku | 20 novembre 2014  | 14 luglio 2021 |
| 387 | Naruto ed Obito, sempre nella mente di quest'ultimo, hanno un breve scambio di colpi, continuando a sostenere ciascuno la propria idea sull'altro; il giovane, spazientito, prende infine l'Uchiha per un braccio e lo trascina dalla parte sua e di tutti gli altri shinobi convincendolo della erroneità delle sue idee. Fatto ciò, l'alleanza riesce a liberare dal suo corpo i cercoteri ed Obito perde l'aspetto di forza portante del Decacoda. Sasuke si lancia, quindi, sull'inerme avversario per finirlo, quando dalla dimensione del Kamui riappare Kakashi, pronto a prendersi la responsabilità della morte dell'ex-compagno; anche il ninja copia viene, tuttavia, fermato dal suo maestro Minato: i tre rievocano, quindi, il loro passato e la luminosa figura di Rin mentre Naruto e Sasuke vanno a dare una mano ai ninja impegnati contro Madara. Kakashi dice, infine, a Obito che anche Naruto può fallire nel suo obiettivo ma lui sarà sempre pronto ad aiutarlo, data l'importanza della sua missione e della sua stessa esistenza, mentre Naruto prepara un gigantesco Rasenshuriken. |                   |                |
| 388 | Il mio primo amico 「最初の友」 - Saisho no tomo | 27 novembre 2014  | 14 luglio 2021 |
| 388 | Naruto lancia il gigantesco Rasenshuriken contro Madara, che nel frattempo è stato immobilizzato da Hashirama. Gaara chiede, quindi, aiuto a Shukaku, così da facilitare le operazioni di sigillo dell'Uchiha, ma il demone inizialmente non sembra essere d'accordo; Son Goku, allora, ricordandosi della promessa fattagli da Naruto tempo addietro, domanda a Gaara se considera il ninja della Foglia un suo amico: il Kazekage ricorda quindi il suo tormentato passato da forza portante e di come l'incontro con Naruto lo cambiò. Rispondendo infine alla domanda, Gaara afferma che Naruto è stato il suo primo amico. |                   |                |
| 389 | Sorelle 「憧れの姉さま」 - Akogare no nē-sama | 4 dicembre 2014   | 21 luglio 2021 |
| 389 | Episodio speciale per celebrare l'uscita del film The Last: Naruto the Movie. |                   |                |
| 390 | La decisione di Hanabi 「ハナビの決意」 - Hanabi no ketsui | 4 dicembre 2014   | 21 luglio 2021 |
| 390 | Episodio speciale per celebrare l'uscita del film The Last: Naruto the Movie. |                   |                |
| 391 | Il ritorno di Madara Uchiha 「うちはマダラ、立つ」 - Uchiha Madara, tatsu | 11 dicembre 2014  | 21 luglio 2021 |
| 391 | Obito, rievocando il discorso fattogli da Naruto, capisce quanto il suo piano fosse folle, mentre Madara viene immobilizzato da Hashirama e Sai si prepara a sigillarlo. Minato scopre, grazie alla parte della Volpe dentro di sé, che Obito non morirà anche se i cercoteri sono stati estratti dal suo corpo in quanto ha ancora in sé il Gedo Mazo e una forza vitale spaventosa; l'Uchiha, per fare ammenda dei suoi peccati, decide di usare il Rinne Tensei per resuscitare le persone uccise durante la guerra, proprio come Nagato, ma il tentativo viene bloccato dallo Zetsu Nero, che spuntato dal terreno si impossessa del suo corpo e lo obbliga a resuscitare Madara tramite tale tecnica. Questi, liberatosi facilmente dal sigillo di Hashirama e di Sai, ritorna in vita con un corpo in carne e ossa ma perde il Rinnegan; dopo aver assorbito l'Amaterasu di Sasuke, Madara sbaraglia Naruto e Sai per poi gettarsi su Hashirama, al quale, dopo averlo immobilizzato, assorbe il chakra eremitico. A questo punto viene nuovamente attaccato da Sasuke e decide di prendere il suo Sharingan ipnotico eterno finché non potrà usare nuovamente il Rinnegan. Zetsu rivela di essere l'incarnazione della volontà di Madara e che userà il corpo di Obito per ostacolare i suoi avversari mentre i due Uchiha continuano il loro scontro: Madara propone a Sasuke di unirsi a lui e, al rifiuto di questi, spazza via i suoi nemici e si dirige verso i cercoteri, con l'intenzione di catturarli e diventare la nuova forza portante del Decacoda. |                   |                |
| 392 | Il cuore nascosto 「裏の心」 - Ura no kokoro | 18 dicembre 2014  | 21 luglio 2021 |
| 392 | Madara si scaglia contro i cercoteri ma Gaara e Shukaku lo immobilizzano; liberatosi grazie al suo Susano'o, l'Uchiha attacca di nuovo le bestie ma Naruto e Bee, appena arrivati, lo costringono a terra per poi colpirlo assieme agli altri demoni. L'attacco costa a Madara il braccio destro ma subito dopo dal terreno fuoriesce Zetsu bianco, che gli consegna il Rinnegan preso dal cadavere di Nagato (che Madara si impianta subito nell'occhio destro) e rimedia alla menomazione. L'Uchiha evoca quindi il Gedo Mazo estraendolo da Obito, il quale, ancora posseduto da Zetsu nero, cerca di impedire a quest'ultimo di prendere il suo Rinnegan affinché Madara non se ne impadronisca. Quest'ultimo, capendo che per il secondo occhio dovrà aspettare ancora, usa una tecnica del Rinnegan di cui nemmeno Nagato era a conoscenza, il Limbo Hengoku, che scatena una forza invisibile che abbatte tutti e nove i cercoteri; fatto ciò li imprigiona rilasciando le catene di Kushina dal Gedo Mazo, deciso a estrarre la Volpe e il Bue da Naruto e Bee. Su consiglio di Zetsu, Madara decide di partire con l'imprigionare Shukaku, per rispettare l'equilibrio di potere nella statua, ma Gaara ferma immediatamente la catena affermando che non gli permetterà di portare via il tasso. Il cercoterio capisce che Gaara è cambiato e ciò gli fa ricordare Bunbuku, la sua precedente forza portante che gli disse che un giorno avrebbe trovato un vero amico dotato di un grande cuore. Madara, innervositosi per l'intromissione, scaglia contro il Kazekage un colpo del suo Susano'o, ma Shukaku lo blocca per proteggerlo. L'Uchiha, allora, fa sì che il colpo trascini via Shukaku, che nonostante l'intervento di Gaara viene tirato verso la statua. |                   |                |
| 393 | Un vero finale 「本当の終わり」 - Hontō no owari | 25 dicembre 2014  | 21 luglio 2021 |
| 393 | Madara riesce a risucchiare nel Gedo Mazo tutti e nove i cercoteri; prima che il processo sia completo, tuttavia, Kurama chiede a Gaara un favore e questi, una volta che Naruto viene privato del proprio demone, quindi in fin di vita, lo raccoglie per portarlo lontano dalla battaglia. L'Uchiha viene a questo punto attaccato da Tobirama, ma il Secondo Hokage viene rapidamente sconfitto ed immobilizzato. Nel frattempo, Sasuke viene avvicinato da Hashirama, che lo supplica di fermare Madara senza ucciderlo tramite una tecnica, che lo stesso Primo Hokage gli consegna, capace di fermare il chakra eremitico che Madara ha assorbito da lui. Il giovane Uchiha attacca quindi il suo antenato, ma questi lo immobilizza a mezz'aria tramite i poteri del Rinnegan e lo trafigge in pieno cuore con la sua stessa spada, sotto lo sguardo sbigottito di Tobirama. Intanto, lo Zetsu Bianco a spirale guida una statua creata con l'Arte del legno contro l'alleanza e cui riesce a far fronte solo il Terzo Hokage; a questo punto arrivano Gaara e Naruto ed il Kazekage chiede a Sakura di salvarlo. Sakura e Karin, tuttavia, si rendono conto che sia lui che Sasuke sono prossimi alla morte. |                   |                |

## DVD

### Giappone
Gli episodi della diciannovesima stagione di Naruto: Shippuden sono stati distribuiti in Giappone anche tramite DVD, dal 4 marzo al 5 agosto 2015.
| Volume | Episodi      | Data di pubblicazione | Extra |
| ------ | ------------ | --------------------- | ----- |
| 0      | 376-377      | 4 marzo 2015          | —     |
| 1      | 373-375, 378 | 1º aprile 2015        | —     |
| 2      | 379-382      | 13 maggio 2015        | —     |
| 3      | 383-386      | 3 giugno 2015         | —     |
| 4      | 387-390      | 1º luglio 2015        | —     |
| 5      | 391-393      | 5 agosto 2015         | —     |